# Храм святителя Николая (Стремилово)
Храм святителя Николая села Стремилово (Никольская церковь) — приходской православный храм в городском округе Чехов, в селе Стремилово. Относится к Чеховскому благочинию Подольской епархии Русской православной церкви.

## История
Первое упоминание о храме относится к середине 16-го века. До 1866 года храм был деревянным, к 1868 году выстроен каменный, который был освящен в 1871 году. В советское время храм был разрушен — колокольня была взорвана в 1941 году во время боев на подступах к Москве, а окончательно храм был разобран уже в 60-х годах XX века. В настоящее время на месте, где стоял храм находится магазин.
В 2008 г. начато строительство нового храма во имя Святителя Николая в нескольких сотнях метров от прежнего места. В настоящее время храм практически достроен, ведутся отделочные работы. При храме действует воскресная школа.